# Ayetullah Demir
Ayetullah Demir (* 13. Juni 2004) ist ein türkischer Hürdenläufer, der sich auf die 110-Meter-Distanz spezialisiert hat.

## Sportliche Laufbahn
Erste internationale Erfahrungen sammelte Ayetullah Demir im Jahr 2021, als er bei den U20-Balkan-Hallenmeisterschaften in Sofia in 7,99 s die Goldmedaille im 60-Meter-Hürdenlauf gewann. Im Juni siegte er in 14,13 s über 110 m Hürden bei den U20-Balkan-Hallenmeisterschaften in Istanbul, ehe er bei den U20-Europameisterschaften in Tallinn mit 14,29 s in der ersten Runde ausschied. Zudem wurde er dort mit der türkischen 4-mal-100-Meter-Staffel im Vorlauf disqualifiziert. Daraufhin kam er auch bei den U20-Weltmeisterschaften in Nairobi mit 14,54 s nicht über den Vorlauf über 110 m Hürden hinaus. 2023 schied er bei den U20-Europameisterschaften in Jerusalem mit 13,63 s im Halbfinale aus und 2025 gewann er bei den Balkan-Hallenmeisterschaften in Belgrad in 7,94 s die Bronzemedaille über 60 m Hürden hinter seinem Landsmann Mikdat Sevler und Alin Anton aus Rumänien.
2024 wurde Demir türkischer Meister im 110-Meter-Hürdenlauf und 2023 Hallenmeister über 60 m Hürden.

## Persönliche Bestleistungen
- 110 m Hürden: 14,00 s (+1,0 m/s), 10. August 2024 in Konya
  - 60 m Hürden (Halle): 7,84 s, 19. Januar 2025 in Istanbul